# Hypoprepia vittata
Hypoprepia vittata là một loài bướm đêm thuộc phân họ Arctiinae, họ Erebidae.